# Arcoscalpellum compactum
Arcoscalpellum compactum är en kräftdjursart som först beskrevs av Lancelot Alexander Borradaile 1916.  Arcoscalpellum compactum ingår i släktet Arcoscalpellum och familjen Scalpellidae. Inga underarter finns listade i Catalogue of Life.